# Tuau Lapua Lapua
Tuau Lapua Lapua (* 15. April 1991 in Nanumanga) ist ein Gewichtheber aus Tuvalu.

## Karriere
Bei den Commonwealth Games 2010 in Delhi, Indien, kam er auf Platz 15 im Finale (bis 62 kg), mit einem Gewicht von 220 kg.
In den Pazifikspielen 2011 gewann er die Bronzemedaille im Stoßen (bis 62 kg), die Silbermedaille im Reißen (bis 62 kg) und Silber in der Gesamtwertung.
Bei den Olympischen Sommerspielen 2012 kam er auf Platz 12.
Bei den Mini-Pazifikspiele 2013 in Wallis und Futuna schrieb er Sportgeschichte, indem er die erste Goldmedaille für sein Land insgesamt gewann. Im Reißen (bis 62 kg) kam er auf den ersten Platz. Eine zweite Medaille (Bronze) gewann er im Stoßen und Silber in der Kombination.
In den Ozeanienmeisterschaften 2016 errang er den 5. Platz.